# Lina Rosales
Lina Rosales és el nom artístic de Beatriz Melero Muñoz (Madrid, 28 de desembre de 1928), actriu de cinema i de televisió espanyola actualment retirada dels escenaris. Filla d'un fabricant de mobles, va estudiar ballet i es dedicà al teatre professionalment després que Estrellita Castro la descobrís en una funció. Va debutar en el cinema amb Paraluman (1941), però no va ser fins a la dècada del 1950 quan va destacar en el cinema. També va fer teatre a la televisió als programes Primera fila i Novela entre 1964 i 1966. Després d'actuar a Hembra (1970) de César Fernández Ardavín no va fer més cinema.

## Filmografia
- Paraluman (1941)
- Historia de dos aldeas (1951)
- Bajo el cielo de España (1953)
- El pórtico de la gloria (1953)
- Sierra maldita (1954)
- Ha pasado un hombre (1956)
- Héroes del aire (1957)
- Una muchachita de Valladolid (1958)
- Goliat contra los gigantes (1961)
- Canción de cuna (1961)
- El señor de La Salle (1964)
- Per un pugno nell'occhio (1965)
- La vida nueva de Pedrito de Andía (1965)
- Hembra (1970)